# Luis Gutiérrez Soto
Luis Gutiérrez Soto (Madrid, 6 juni 1900 - Madrid, 4 februari 1977) was een Spaans architect.
Hij behaalde in 1923 zijn diploma in de architectuur, waarna hij als architect in dienst trad bij de Spaanse overheid. Hij hield zich hoofdzakelijk bezig met het ontwerpen van schoolgebouwen. In zijn beginjaren was Soto aanhanger van de rationalistische architectuurstroming, maar gedurende de dictatuur van Franco paste hij zich aan de gewenste esthetiek van het regime aan. Hij is derhalve een van de belangrijkste vertegenwoordigers geworden van de neo-Herreriaanse stijl die de architectuur onder het regime van Franco kenmerkte.
Gedurende zijn lange carrière is hij verantwoordelijk geweest voor meer dan 650 projecten, waarvan het grootste deel in Madrid. Hij heeft echter gebouwen ontworpen door heel Spanje. Hij stierf op 4 februari 1977 en werd begraven op de Mingorrubio-begraafplaats in El Pardo.

## Galerij

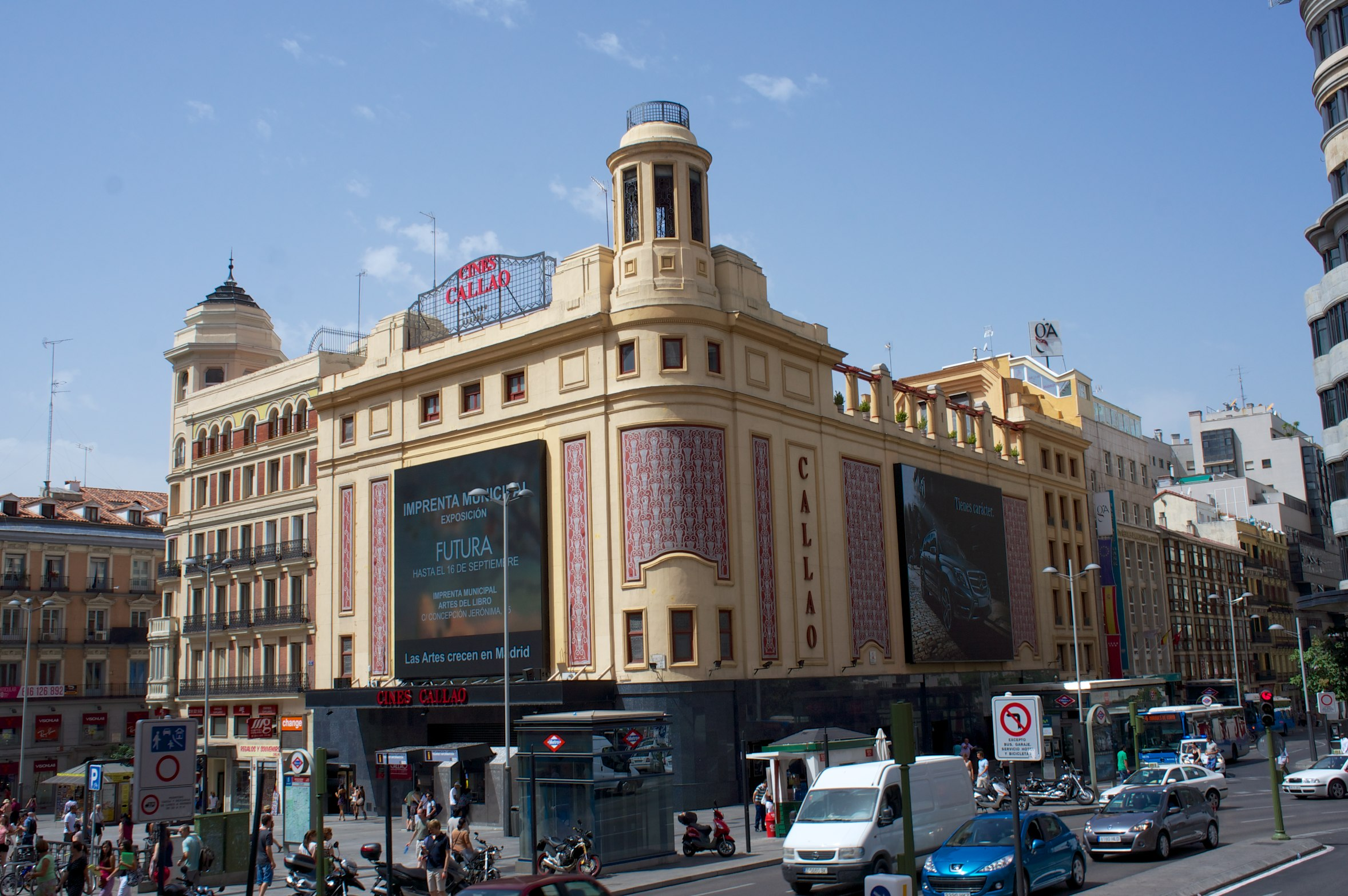
Cine Callao in Madrid (1926)
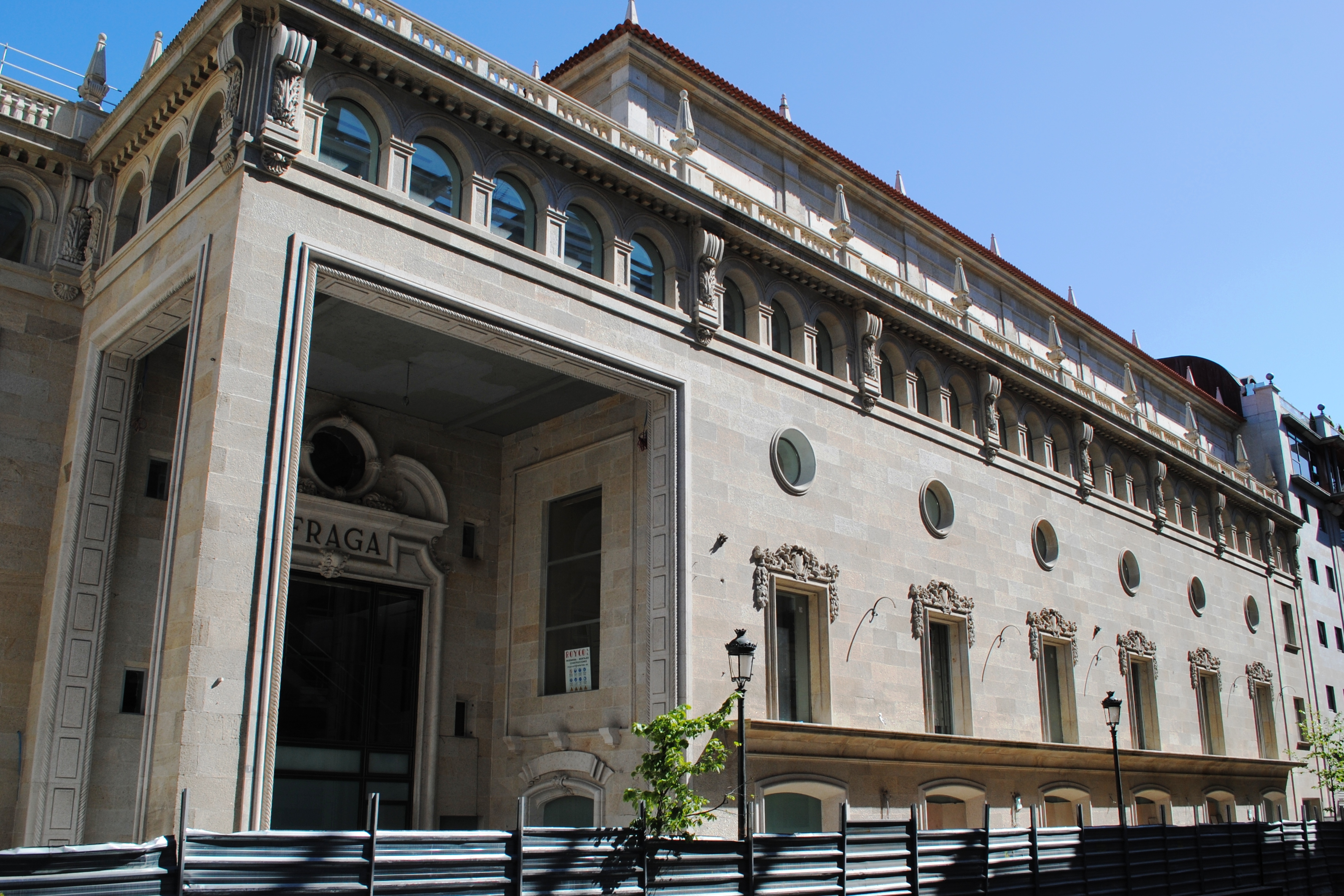
Teatro Cine Fraga in Vigo (1942)
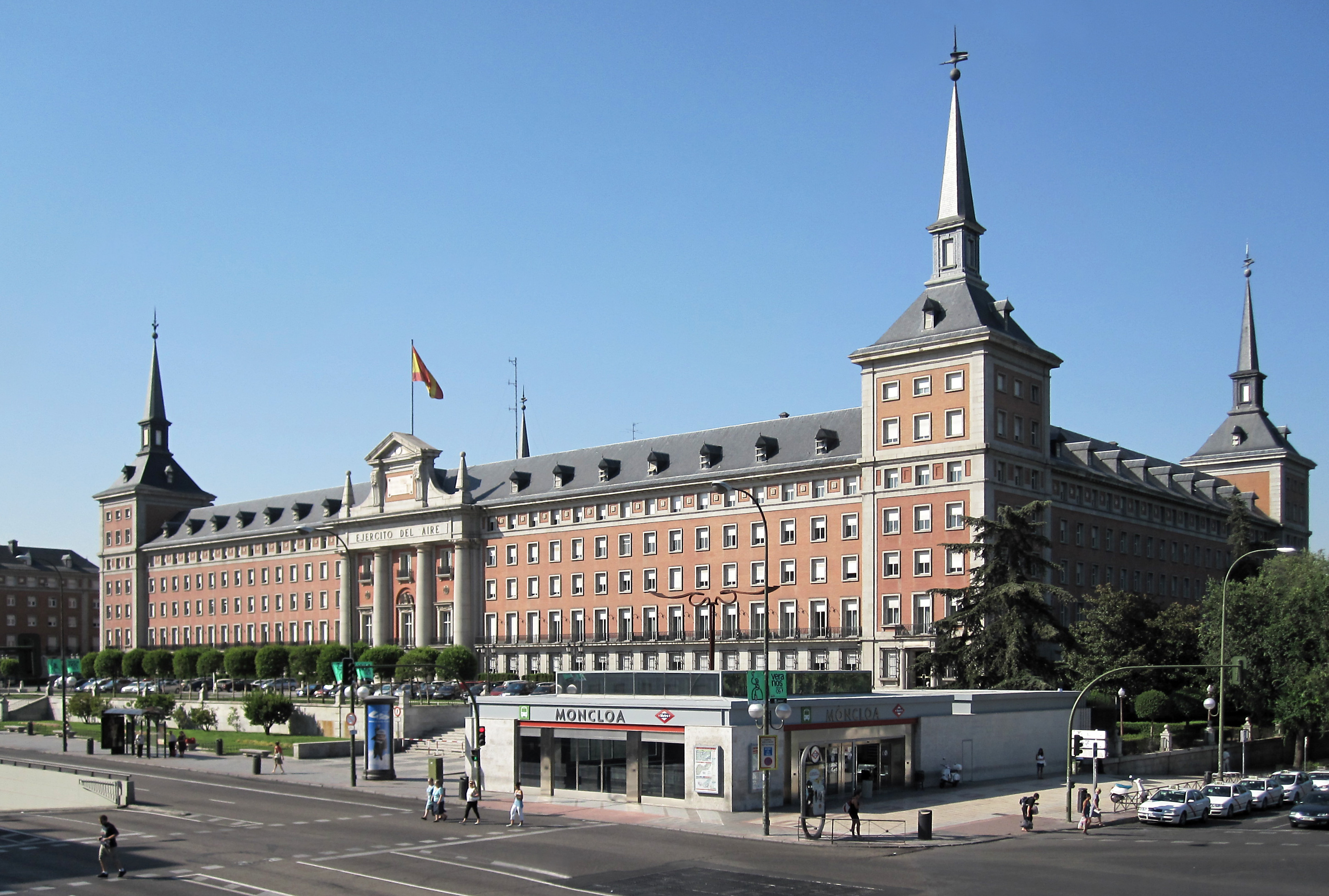
Ministerio del Aire in Madrid (1943)
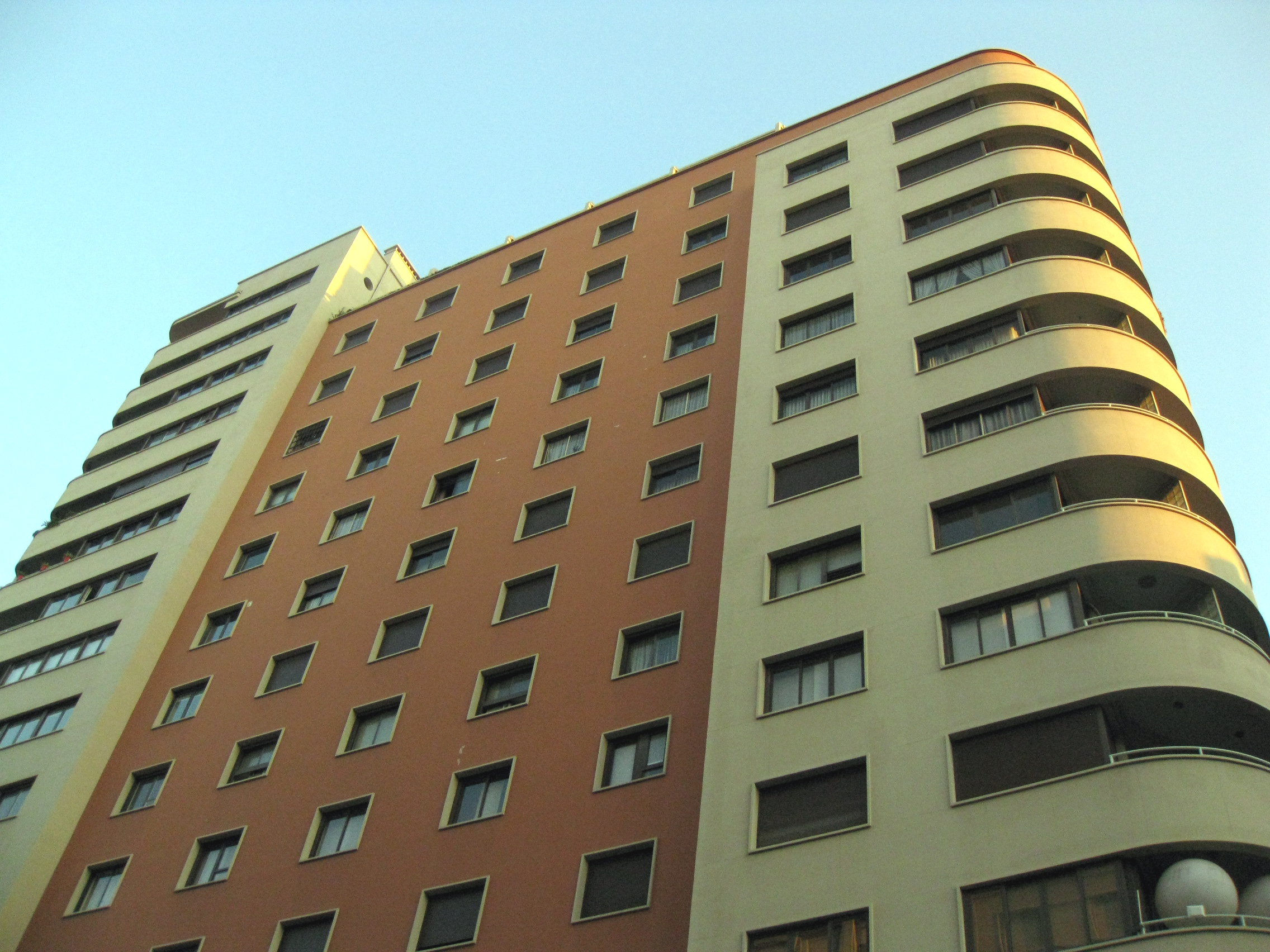
Edificio Fàbregas in Barcelona (1936)
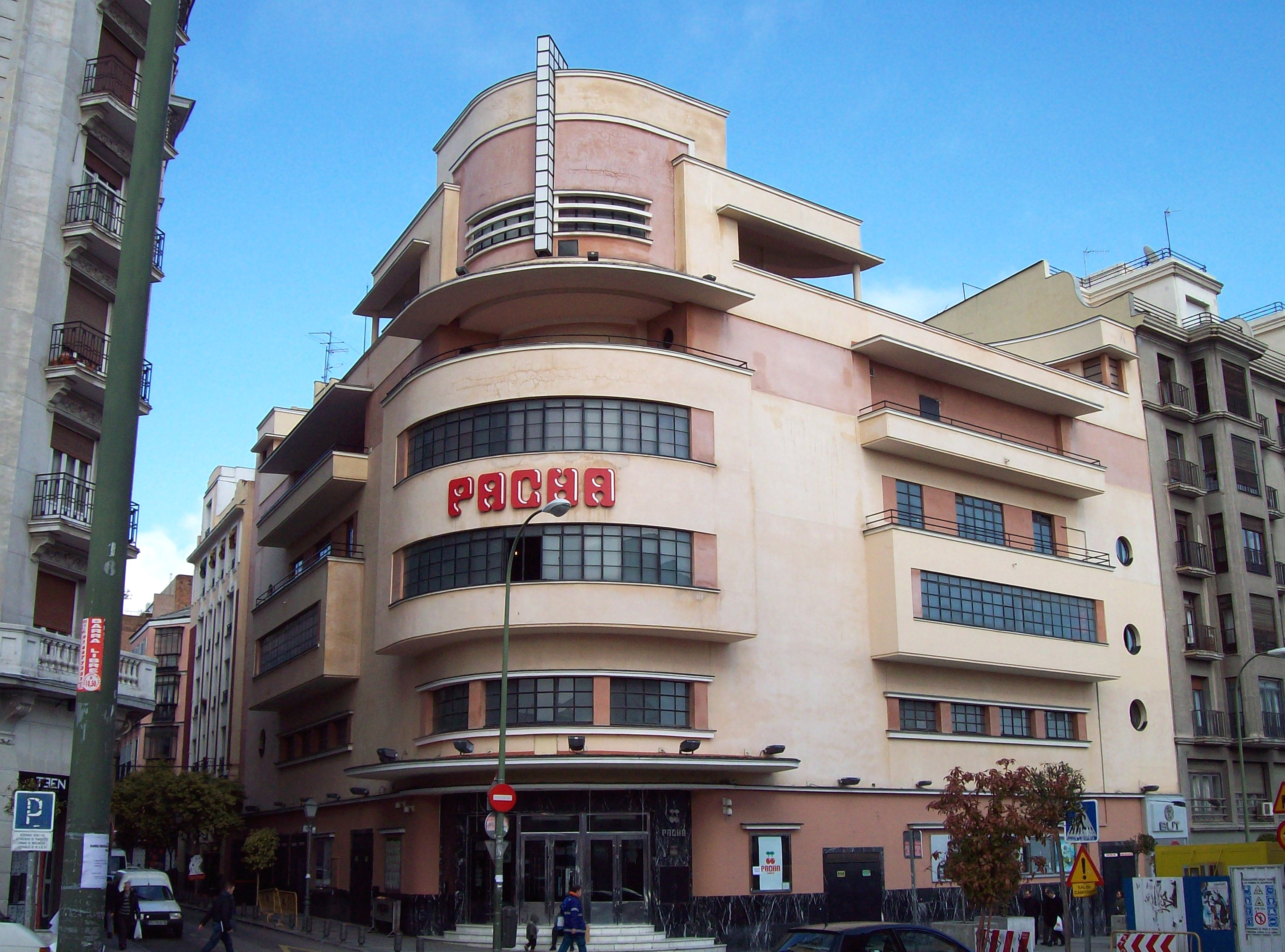
Cine Barceló in Madrid (1930)

- Biblioteca Nacional de España: XX962653
- Catàleg d'autoritats de noms i títols de Catalunya: 981058527612106706
- Gemeinsame Normdatei: 119045516
- International Standard Name Identifier: 0000 0000 8370 3617
- Library of Congress Control Number: n80086711
- RKD-Nederlands Instituut voor Kunstgeschiedenis: 272440
- Système universitaire de documentation: 140265643
- Union List of Artist Names: 500059156
- Virtual International Authority File: 32797961
- WorldCat: E39PBJfGYqQXGQcVkqtrdw9CcP